# Galacia (provincia romana)
La provincia romana de Galacia (en latín, Galatia) fue el nombre de una provincia del imperio romano situada en Anatolia central (actual Turquía). Fue establecida por el primer emperador, Augusto, en 25 a. C., a partir de los territorios de los gálatas, pueblo celta con capital en Ancira.

## Historia

### Fundación e historia durante el Alto Imperio
A la muerte del rey celta Deyótaro, el reino de Galacia fue dado a Amintas, que había servido como comandante en las fuerzas auxiliares romanas de Bruto y Casio y después en el ejército de Marco Antonio. Tras su muerte en 25 a. C. Galacia fue convertida en provincia por Augusto con capital en Ancyra (actual Ankara). Pilamenes, heredero del rey, reconstruyó el templo de la diosa frigia Ma en honor de Augusto (Monumentum Ancyranum), como muestra de fidelidad. Las paredes del templo son la fuente que ha preservado la Res Gestae. La provincia fue probablemente una de las provincias más fieles al emperador.
El apóstol Pablo predicó en Galacia en el siglo I, escribiendo la famosa Epístola a los gálatas para la comunidad cristiana local.
La provincia tenía categoría de imperial, siendo su gobernador designado por el emperador en vez de por el senado. Vespasiano (r. 69-79) la unió a Capadocia, con la que compartió gobernador hasta el reinado de Trajano (r. 98-117).
Aunque inicialmente poseyó una fuerte identidad local celta, para el siglo II la provincia había sido helenizada e integrada en el mundo oriental grecorromano. Sin embargo, el idioma gálata siguió siendo usado hasta al menos los tiempos de San Jerónimo (347–420), pues este escribió que los gálatas de Ancyra y los treveros de Trier (en Renania) hablaban la misma lengua gálica.

#### Gobernadores
- Marco Lolio 25 a. C.

El imperio romano bajo Adriano (117–138), mostrando la provincia imperial de Galacia

- Publio Sulpicio Quirinio 11 a. C.
- Marco Plaucio Silvano 6/7
- Marco Anio Afrino 49–54
- Cneo Pompeyo Colega 74/75–76
- Marco Hirrio Fronto Neratio Pansa 77–80
- Tiberio Julio Cándido Mario Celso 87–88 - 91–92
- Lucio Antistio Rústico 93–94
- Tito Pomponio Basso 94–101
- Cayo Julio Cuadrato Baso 107–112
- Lucio Cosonio Galo 113-115
- Lucio Catilio Severo Juliano Claudio Regino 115–116/117
- Cayo Trebio Sergiano 129
- Publio Juventio Celso 161–163
- Lucio Fufidio Polión 163-165
- Lucio Egnacio Víctor Loliano 218

### La provincia en el bajo imperio
Bajo las reformas de Diocleciano, sus partes norte y sur fueron separadas para formar la parte del sur de la provincia de Paflagonia y la provincia de Licaonia, respectivamente.
En ca. 398, durante el reinado de Arcadio, fue dividida en las provincias de Galatia Prima y Galatia Secunda o Salutaris. Galatia Prima abarcaba el norte de la provincia, manteniendo Ancyra como capital y siendo gobernada por un consularis. Salutaris comprendía la mitad sur y estaba al mando de un praeses con sede en Pessinus. Ambas provincias eran parte de la diócesis del Ponto. Las provincias fueron brevemente reunidas en 536–548 bajo Justiniano I. A pesar de que el área fue finalmente incorporada en el nuevo thema de Anatolikon a finales del siglo VII, restos de la antigua administración provincial sobrevivieron hasta comienzos del siglo VIII.

#### Administración eclesiástica
Según los cánones del Concilio de Calcedonia (451) y el Synecdemus de Hierocles (c. 531), la provincia de Galatia Prima tenía su sede metropolitana en Ancyra con seis sedes sufragáneas: Tavium, Aspona, Kinna, Lagania o Anastasiopolis, Mnizos y Juliopolis.
Las mismas fuentes dividen la provincia de Galatia Secunda en Pessinus, sede metropolitana, y ocho sufragáneas: Orkistos, Petinessos, Amorium, Klaneos (ausente en Calcedonia), Troknades, Eudoxias, Myrika y Germa o Myriangelon. Pessinus perdió importancia cuándo Justinianopolis fue fundada a mediados del siglo VI y la sede metropolitana terminó siendo transferida aunque mantuviera su nombre original.